# Dolno Linevo
Dolno Linevo (bulgariska: Долно Линево) är ett distrikt i Bulgarien.   Det ligger i kommunen Obsjtina Lom och regionen Montana, i den nordvästra delen av landet, 130 km norr om huvudstaden Sofia. Antalet invånare är 281.
Trakten runt Dolno Linevo består till största delen av jordbruksmark. Runt Dolno Linevo är det ganska glesbefolkat, med 23 invånare per kvadratkilometer.